# Максим III
Патріарх Максим III Філософ (грец. Πατριάρχης Μάξιμος Γ΄, уроджений Мануїл Христонім, грец. Μανουήλ Χριστώνυμος; помер 3 квітня 1482) — єпископ Константинопольської православної церкви, Патріарх Константинопольський з 1476 по 1482 рік.
Прославлений як православний святий, пам'ять відзначається 17 листопада..

## Біографія
Уродженець Пелопенеса, Мануїл став великим еклезіархом (головним ключарем) в Константинополі. Після 1453 року це служіння отримало додаткові функції скевофілакса. Займаючи цю посаду, Мануїл періодично конфліктував з патріархом Геннадієм Схоларием з економічних питань. Користуючись заступництвом секретаря султана Деметріоса Кюрицеса, Мануїл разом з великим хартофілаксом Георгієм Галезіотесом впливав на церковне життя в Константинополі більше 20 років.
У 1462 році Мануїл підтримає патріарха Іоасафа I в критиці грецького філософа Георгія Аміруцеса про дозвіл взяти другу дружину. Це викликало гнів султана Мехмеда II, який наказ відрізати Мануїлу ніс .
В 1466 Мануїл сприяв обранню Марка II патріархом Константинополя, що викликало конфлікт з іншими претендентами, які сприяли усуненню Христоніма і Георгія Галезіотеса від церковного управління . Однак незабаром Мануїл знову знайшов милість Мехмеда II, а в 1476 році сам був обраний патріархом Константинополя. Так як до сих пір він був мирянином, то спершу прийняв постриг з ім'ям Максим, на інший день був зведений в сан єпископа, а на третій — в сан патріарха митрополитом Гераклеї . Саме ж управління церквою Максимом III було періодом відносного миру і спокою .
Для остаточного засудження Флорентійської унії, яка так і не врятувала Константинополь від турків, але неабияк збентежила православний світ, Патріарх Максим наприкінці 1480 направив до Сирії, Єгипту та Палестини митрополита Смирнского (пізніше Ефеського) Данила із запрошенням на адресу Олександрійської, Антіохійської та Єрусалимської церков прибути на Константинопольський собор (1482—1484).
Мануїл Христонім також відомий своїми літературними працями, головним серед яких є «Одного́лос на падіння Константинополя».